# Awdal
Awdal (Somalisch: Awdal, Arabisch: أودال, Audāl) is de meest noordelijke regio (gobolka) van Somaliland (de jure Somalië). De hoofdstad is Borama (voorheen was het Baki). De provincie ligt aan de Golf van Aden en grenst aan de landen Djibouti en Ethiopië en aan de regio Woqooyi-Galbeed.
Awdal regio wordt voornamelijk bewoond door leden van Gadabursi-clan (ook bekend als Samaroon-clan). De Gadabursi, Issa en Isaaq-clans maken deel uit van de Wooqoxi Dir-clan.
Awdal is verdeeld in vier districten:
- Baki
- Borama
- Lughaye
- Zeylac